# Elimináció (kémia)
Eliminációnak (kilépéses reakció) nevezzük azt az átalakulást, melynek során egy vegyület kisebb molekula kilépése közben alakul új vegyületté. Az elimináció során a molekula vagy telítetlenné válik, vagy az átalakulás révén új gyűrű képződik. Az elimináció latin eredetű szó, jelentése: kiküszöbölés, eltávolítás, elkergetés.

## Tulajdonságok
Az elimináció során a molekulából a két atom vagy atomcsoport úgy hasad ki, hogy nem lép helyére más atom vagy atomcsoport. Az elimináció az addícióval ellentétes irányú folyamat.
A telített halogénezett szénhidrogének jellemző reakciója.
Az egyik atom vagy atomcsoport a másikat hordozóval szomszédos szénatomról szakad le. Ha több lehetőség is van, elsősorban a magasabb rendűről. 

### Zajcev-szabály
A Zajcev-szabály kimondja, hogy elimináció során a hidrogénatom lehetőség szerint mindig arról a szénatomról szakad le, amelyhez eleve kevesebb hidrogénatom kapcsolódott (jobban szubsztituált). 

## Fajtái
A reakciócentrum helyzete alapján lehetséges:
- 1,1- vagy α-elimináció: a lehasadó atom(csoport)ok ugyanarról a szénatomról származnak, így ilid vagy karbén képződik. Alfa-elimináció csak akkor tud végbemenni, ha a béta-elimináció valami miatt gátolt. A képződött termékek nagyon reaktívak, általában addíciós reakcióban hamar továbbalakulnak. Pl: kloroform eliminációja lúgos közegben: diklór-karbén
- 1,2- vagy β-elimináció: a lehasadó atom(csoport)ok szomszédos (vicinális) szénatomokról származnak, így például telítetlen alkén képződhet
- 1,3- vagy γ-elimináció

de (ritkábban) előfordulhat más variáció is.
A reakció mechanizmusa alapján:
- E1 (unimolekuláris reakció)
- E2 (bimolekuláris reakció egy átmeneti állapottal)
- E1cB (unimolekuláris elimináció a konjugált bázisból, karbanion köztitermékkel)
- Ei (belső elimináció)